# Hurup
Hurup (på thybomål Huwkrop) er en stationsby i Thy med 2.712 indbyggere  (2024), beliggende i Hurup Sogn. Byen hører til Thisted Kommune i Region Nordjylland.
Hurup er opstået efter anlæggelsen af Thybanen, jernbanen Struer–Thisted, i 1882 og var i 1970–2006 hovedby i Sydthy Kommune. Hurup ligger ca. 30 kilometer fra Nykøbing Mors, Thisted og Struer.

## Historie
Hurup var i 1682 en landsby bestående af 6 gårde og 3 huse med jord. Det samlede dyrkede areal udgjorde 195,6 tønder land skyldsat til 33,92 tønder hartkorn. Driftsformen var græsmarksbrug, det såkaldte limfjordssystem,  der bestod i en kombination af alsædejord, brødjord og udmarkshavreland. Alsædejorden, der lå nærmest landsbyen, blev dyrket med sædskiftet byg-byg-vårrug-havre eller varianter heraf, og efter den sidste afgrøde blev jorden gødet på ny. Undertiden blev der sået blandinger af vårrug og havre, så brødjorden fik hvile. Sædskiftet kunne variere, men bestod hyppigt i byg-rug-blandkorn-havre efterfulgt af en hvileperiode på 4-6 år. Havrelandet blev kun besået med havre, som regel 2 sjældnere 3-4 havreafgrøder efterfulgt af hvile i 6-12 år.
Endnu i 1870'erne var Hurup en landsby med kirke, præstegård og skole.
Hurup stationsby udviklede sig efter anlæggelsen af jernbanen Struer – Thisted i 1882. Ved århundredskiftet bestod Hurup, der foruden jernbanen også begunstigedes ved sin beliggenhed ved hovedlandevejen, af kirke, præstegård, skole, pogeskole, realskole, lægebolig, Thylands Bank (oprettet 1. oktober 1895), hotel, afholdshjem, bryggeri, markedsplads (markeder i februar, juni og september), købmandsforretninger, maskinfabrik og jernstøberi, mejeri, uldspinderi, med varmbadeanstalt, eksportslagteri, cementtagstensfabrik, jernbane- og telegrafstation, postekspedition samt var valgsted for amtets 3. folketingskreds.
Omkring århundredeskiftet havde Hurup således udviklet sig til et egnscenter. Befolkningstallet nåede 751 indbyggere i 1906, 1.015 indbyggere i 1911, 1.051 indbyggere i 1916, 1.150 indbyggere i 1921, 1.231 indbyggere i 1925, 1.316 indbyggere i 1930, 1.349 indbyggere i 1935, 1.469 indbyggere i 1940, nåede 1.730 indbyggere i 1945 og 1.897 indbyggere i 1950, 2.118 indbyggere i 1955 og 2.160 indbyggere i 1960.
Omkring 1920 blev Hurup betegnet som en "stærkt voksende Sogne- og Stationsby" med kirke (med en i 1910 fundet runesten), missionshus, præstegård, skoler, mellem- og realskole, andelsbank, elektricitetsværk, vandværk, markedsplads, flere store købmandsforretninger og industrielle anlæg som mejeri, bryggeri, maskinfabrik og jernstøberi, cementvarefabrikker, savværk m.m. samt valgsted for amtets 2. folketingskreds, station på Thisted-Struer-banen og postkontor.
I 1930 havde byen fået teknisk skole, politimesterbolig for 54. Politikreds (Hassing-Revs Herreder), apotek, læger, dyrlæge, Thylands Bank (i stedet for Andelsbanken), 2 hoteller, brugsforening, andelsmejeri, margarinefabrik og telegrafstation, brandstation for en oprettet brandzone (Falcks) og med egen brandsprøjte. I byen blev der anlagt et lystanlæg med mindesmærke over gæstgiver Nyeboe og hustru, som havde skænket anlægget og gjort sig fortjent af byens opkomst. Hurup fik i 1931 et andelsslagteri med 1.218 andelshavere og ca. 21.000 svineslagtninger i 1936. Hurup Bank havde lokale afdelinger i Bedsted, Hørdum og Vestervig.  I mellemkrigstiden blev det konstateret, at Hurup hørte til de stationsbyer, der havde et betydeligt handelsopland. Ved en undersøgelse i 1935 blev det konstateret, at Hurups handelsopland omfattede Refs Herred inklusive halvøen Thyholm mod syd.

### Anden verdenskrig
Da dansk politi blev sat ud af spillet i eftersommeren 1944, besluttede Hurup håndværker- og borgerforening at oprette et vagtværn. Der meldte sig så mange, at der kunne dannes et vagtværn på 160 mand, så der hver aften og nat blev udsendt patruljer på i alt 18 mand. De tog hver sin tørn i den sidste barske krigsvinter, i fygende snestorme og bidende frost. Selv julenat var vagtværnet på sin post, udstyret med hvide armbind og hjemmelavede gummiknipler. 

### Nyeste tid
Byen har haft et stagnerende befolkningstal siden 1980'erne, ligesom Sydthy i nogen grad har oplevet nedgang i befolkningen, i modsætning til Thisted.

## Industri
Byen er præget af produktionsvirksomheder med ufaglært arbejdskraft. Den største virksomhed i byen er Idealcombi, som er en stor vinduesfabrik, grundlagt i 1973. Efter kraftig ekspansion beskæftiger fabrikken alene i Hurup ca. 600 personer. Nabovirksomheden Huma Madrasser, stiftet i byen i 1939 er ligeledes en stor arbejdsgiver. En stor del af produktionen af madrasser sælges gennem Jysks tyske butikker. N. C. Christensen & Sønner (i daglig tale Hurup THY), der driver virksomhed med transport og logistik. Når man kommer ad hovedvejen er byen næsten gemt bag disse fabrikshaller. Hovedsædet for Bach Composite Industry, som beskæftiger omkring 80 lokalt, ligger også i Hurups industrikvarter.
Derudover var der tidligere Hurup Møbelfabrik, som havde flere salgsafdelinger rundt i landet, bl.a. i Vejle, efter at fabrikken forlod det traditionelle salg via møbelhandlere; møbelfabrikken gik konkurs i begyndelsen af 2012.

## Kendte fra Hurup
- Maleren Jens Søndergaard boede i byen i sin barndom og ungdom.
- Musikeren Johnny Hansen fra bandet Kandis er opvokset og bor i byen.
- Musikeren Bjørn Hansen fra bandet Bjørn & Okay (far til Johnny Hansen).
- Ejeren af kæden Jysk, Lars Larsen er opvokset i byen.